# 블룩
블룩(blook)은 블로그(blog)와 책(book)의 합성어로 블로그나 웹사이트의 각종 게시물로 엮인 책이나 출판방식을 통칭한다. 이 조어는 2002년에 비즈머신이라는 웹사이트를 운영하는 미국의 미디어 비평가 제프자비스(Jeff Jarvis)가 고안했고, 토니 피어스라는 네티즌이 자신의 블로그에 쓴 글을 모아 blook이라는 책을 출판하면서 널리 사용되기 시작하였다. 사이버 공간에서 충분히 독자를 확보한 뒤 아날로그에서 나오는 장점 때문에 이미 미국에서는 독자적인 출판 장르로 자리 잡았고 시사경제지 <비지니스위크>의 한 조사에 따르면 미국 출판계 베스트 셀러 가운데 20%는 블룩이 차지하는 것으로 나타났다. 국내에서는 포털 블로그에서 활동하는 와이프로거(주부블로거)들의 요리, 인터리어, 다이어트, 여행에 관한 블로그를 엮은 다양한 실용정보뿐만 아니라 개성 강한 파워블로거가 늘어나면서 다양한 실용정보는 물론 평론, 에세이, 전문지식 등 다양한 분야로 뻗어나가고 있다.

## 의의

### 출판권력의 변화
온라인과 오프라인을 가로지르며 대중 출판의 기회를 높여 기존의 저자와 출판사 위주의 출판 구조를 흔들고 있다. 즉 기존의 출판사 | 저자 | 독자로 이루어진 출판구조에서 저자-독자 | 출판사 | 독자의 구조로 변한 제작과 유통의 순서 변화를 의미한다. 이에 따라 출판의 무게 중심도 출판사에서 저자-독자로 기울어지고 있다.

### 웹2.0출판시대
블로그에서는 댓글이나 트랙백 등 블로그 기능을 적극 활용해 글이나, 책에 대한 반응을 발 빠르게 살피며 블로거와의 교감을 통해 보완을 통한 콘텐츠가 생산된다. 블로그 운영자와 블로거들이 나눈 폭넓은 정보 공유는 블룩을 더욱 풍요롭게 하고 있다. 결과적으로 저자와 독자가 함께 책을 만들어가는 웹 2.0 출판시대가 온 것이다.

## 우리말다듬기
- 누리글보따리 :

블룩(blook)을 대신할 우리말. 2009년 5월 25일 국립국어원의 모두가 함께하는 우리말 다듬기에서 블룩(blook)을 다듬은 말로 누리글보따리를 사용하기로 최종 선정하였다.

## 같이 보기
- 전자 도서관
- 다이나북
- 프로젝트 구텐베르크

## 참고
- 블로그로 만드는 책, 블룩 / 2007년 11월 20일 / 출처 : 시사IN 10호
- 블로그와 책의 즐거운 만남 ‘블룩(Blook)’…웹2.0출판시대 개막 / 2007년 8월 27일 / 출처 : 헤럴드경제
- 블룩(blook)을 대신할 우리말을 찾아 주세요! / 2009년 5월 26일 / 출처 : 우리말 다듬기